# Столбово (Брянская область)
Столбово — село в Брасовском районе Брянской области, административный центр Столбовского сельского поселения. 
 Расположено в 16 км к востоку от пгт Локоть, в 5 км к юго-западу от села Глоднево. Население — 199 человек (2010).
Имеется отделение почтовой связи, сельская библиотека.

## История
Упоминается с 1709 года в составе Глодневского стана Севского уезда; первоначально — как слободка Столбовская (Николаевская), владение расположенного рядом Столбовского Николаевского монастыря. После упразднения монастыря (1764) его Петропавловская церковь была определена приходской, а монастырская Столбовская слободка — именоваться селом Столбово.
В 1778—1782 гг. входило в Луганский уезд, с 1782 по 1928 год — в Дмитровском уезде. В середине XIX века являлось центром особой волости для государственных крестьян; с 1861 — в составе Глодневской волости (крупнейшее село волости). В середине 1860-х годов была образована Столбовская волость, однако к 1877 году она была упразднена.
В 1865 году наставником Столбовского сельского училища был назначен священник Владимир Коренев. В 1866 году жительница села Столбово София Никифоровна Грузинова уведомила духовную консисторию о том, что её муж, Пётр Михеевич Грузинов, более 10 назад уехал на заработки и с тех пор сведений о нём нет.
В 1872 году была открыта земская школа.
С 1929 года — в Брасовском районе. До 2005 года — центр Столбовского сельсовета.

## Население
| Годы      | 1858 | 1866 | 1878 | 1897 | 1920 | 1926 | 1979 | 1989 | 2002 | 2010 |
| --------- | ---- | ---- | ---- | ---- | ---- | ---- | ---- | ---- | ---- | ---- |
| Население | 955  | 977  | 1104 | 1261 | 1675 | 1315 | 462  | 365  | 308  | 199  |

## Известные уроженцы и жители
- Мелетий (Дёмин) — иеромонах Русской православной церкви, подвижник.